# Héctor Hurtado
Héctor Hugo Hurtado Salazar (Tuluá, Valle del Cauca, 21 de septiembre de 1975) es  un exfutbolista colombiano. Jugaba como delantero. En 2019 junto con Mayer Candelo estuvo dirigiendo Cortuluá.

## Formación
Héctor estudió un licenciatura en psicología y educación, seguidamente realizó la carrera de director técnico de fútbol donde después haría un máster en gestión deportiva. 

## Trayectoria
El futbolista que se forjó en las divisiones menores de la Escuela de Fútbol Carlos Sarmiento Lora, a los 14 años llegó a la cantera del América. Con el equipo rojo debutó profesionalmente en la temporada 1993 jugando apenas tres partidos, para luego pasar cedido por varios equipos como Deportes Quindío y Cortuluá.
Regresa nuevamente al América en 1996/97 para conseguir su primer título en el Fútbol Colombiano, la temporada 1998 tuvo mayor regularidad en los diablos rojos siendo uno de los goleadores de la Copa Merconorte, sus actuaciones lo llevaron al fútbol de Brasil donde defendió por un año los colores de Internacional de Porto Alegre y en el segundo semestre del 2000 regresó al América para lograr un nuevo título siendo figura junto a Néstor Salazar, Jersson González dirigido por Jaime de la Pava.
Entre 2001 y 2005 defendió los colores de Atlético Nacional logrando el título del Apertura 2005 en 2006 pasa al Independiente Santa Fe.
Durante 2 temporadas jugó en Universitario de Deportes donde marcó 17 goles, luego en Sporting Cristal donde marcó 20 goles y 1 en Copa Libertadores; y Universidad César Vallejo para regresar en 2012 al América de Cali.

## Selección nacional

### Goles internacionales
| # | Fecha     | Lugar                             | Rival             | Gol | Resultado | Competición      |
| - | --------- | --------------------------------- | ----------------- | --- | --------- | ---------------- |
| 1 | 29-5-2000 | Giants Stadium, Estados Unidos    | El Salvador       | 1-0 | 1-2       | Amistoso         |
| 2 | 27-5-2000 | Giants Stadium, Estados Unidos    | Jamaica           | 3-0 | 3-0       | Amistoso         |
| 3 | 17-1-2005 | Memorial Coliseum, Estados Unidos | Guatemala         | 1-1 | 1-1       | Amistoso         |
| 4 | 12-7-2005 | Orange Bowl, Estados Unidos       | Trinidad y Tobago | 2-0 | 2-0       | Copa de Oro 2005 |

### Participaciones enEliminatorias al Mundial
| Eliminatoria                                | Sede del Mundial       | Posición               | Resultado              | PJ | GA | Asis |
| ------------------------------------------- | ---------------------- | ---------------------- | ---------------------- | -- | -- | ---- |
| Eliminatorias Mundial de Corea y Japón 2002 | Corea del Sur y Japón  | 6°lugar 27pts          | Eliminado              | 1  | 0  | 0    |
| Eliminatorias Mundial de Alemania 2006      | Alemania               | 6°lugar 24pts          | Eliminado              | 1  | 0  | 0    |
| Total en Eliminatorias                      | Total en Eliminatorias | Total en Eliminatorias | Total en Eliminatorias | 2  | 0  | 0    |

### Participaciones enCopas Oro
| Copa Oro           | Sede               | Resultado          | PJ | GA | Asis |
| ------------------ | ------------------ | ------------------ | -- | -- | ---- |
| Copa Oro 2000      | Estados Unidos     | Subcampeón         | 4  | 0  | 1    |
| Copa Oro 2005      | Estados Unidos     | Semifinales        | 3  | 1  | 0    |
| Total en Copas Oro | Total en Copas Oro | Total en Copas Oro | 7  | 1  | 1    |

## Clubes

### Como jugador
| Club                      | País             | Año              | Partidos | Goles |
| ------------------------- | ---------------- | ---------------- | -------- | ----- |
| América de Cali           | Colombia         | 1993             | 6        | 0     |
| Deportes Quindío          | Colombia         | 1994             | 9        | 1     |
| América de Cali           | Colombia         | 1995             | 12       | 4     |
| Cortuluá                  | Colombia         | 1995-1996        | 26       | 8     |
| Deportes Quindío          | Colombia         | 1996             | 37       | 4     |
| América de Cali           | Colombia         | 1997-1998        | 40       | 16    |
| Internacional             | Brasil           | 1999             | 11       | 2     |
| América de Cali           | Colombia         | 2000             | 34       | 10    |
| Atlético Nacional         | Colombia         | 2001-2005        | 187      | 31    |
| Santa Fe                  | Colombia         | 2006             | 15       | 2     |
| Universitario             | Perú             | 2007-2008        | 62       | 19    |
| Sporting Cristal          | Perú             | 2009             | 40       | 20    |
| Universidad César Vallejo | Perú             | 2010-2011        | 45       | 16    |
| América de Cali           | Colombia         | 2012-2013        | 48       | 11    |
| Total de carrera          | Total de carrera | Total de carrera | 572      | 144   |

### Como asistente técnico
| Club           | País     | Año  | Asistente de  |
| -------------- | -------- | ---- | ------------- |
| Cortuluá       | Colombia | 2019 | Mayer Candelo |
| Deportivo Cali | Colombia | 2022 | Mayer Candelo |

## Palmarés

### Campeonatos nacionales
| Título           | Club              | País     | Año     |
| ---------------- | ----------------- | -------- | ------- |
| Primera División | América de Cali   | Colombia | 1996/97 |
| Primera División | América de Cali   | Colombia | 2000    |
| Torneo Apertura  | Atlético Nacional | Colombia | 2005    |
| Torneo Apertura  | Universitario     | Perú     | 2008    |

### Distinciones individuales
| Distinción                                                                                            | Club             | Año  |
| --- | ---------------- | ---- |
| Máximo goleador en la Copa Merconorte                                                                 | América de Cali  | 1998 |
| Incluido en el equipo ideal del Campeonato Descentralizado según el portal periodístico DeChalaca.com | Sporting Cristal | 2009 |